# Hospital militar de Vračar
Hospital militar de Vračar se encuentra en Belgrado (Serbia), en el territorio del municipio Savski venac, fue construido entre 1904 y 1909. Representa el bien de interés cultural inmueble como el monumento nacional.

## Historia
Dr Roman Sondermajer llegó a Serbia desde Polonia en 1889 y escribió en su autobiografía “el hospital y la situación que encontré allí me dieron una impresión muy mala“. El mismo 1889, el Dr Sondermajer inició la construcción del hospital nuevo, pero las obras no empezaron hasta 1903. Entonces El municipio de Belgrado ofreció al ejército un terreno en  “Vračar del oeste“ a cambio del terreno en el que se encontraba el cuartel militar de Palilula. El hospital nuevo se conservó en su forma original a pesar del bombardeo de la Primera guerra mundial, sin graves daños. Durante la segunda mitad de los años veinte del siglo XX  llegó de Alemania un nuevo equipaje para la reparación de la guerra, pero era inevitable la reconstrucción de los pabellones ya existentes del hospital. La reconstrucción del complejo fue terminada en 1930, cuando el Hospital militar fue inaugurado oficialmente por segunda vez. La primera reconstrucción no cambió ni su función ni su apariencia. La segunda, del período de la posguerra, y sobre todo del principio de los años sesenta del siglo XX, fue extensa e incoherente desde el punto de vista estilístico. Algunos pabellones fueron entonces completamente reformados, otros reconstruidos. Entre los edificios que no fueron dañados durante las guerras ni las reconstrucciones, se encontraba el edificio central de la Administración junto con el  conjunto de la entrada principal. El edificio de la Administración tiene en una de las partes una planta y en la otra más plantas (en el avant-corps central). La torre central tiene dos plantas. La entrada central de antes fue amurallada y la organización del espacio interior en la parte central fue cambiada, así que hoy se puede entrar en el edificio por las partes laterales.

## Аrquitectura
El desarrollo urbano del Centro clínico de Serbia empezó a mediados del siglo XIX en una tierra delimitada por la parte oeste y sur con una zona verde, y por el este con un espacio libre donde se construyeron las clínicas de la Facultad de Medicina después de la Primera guerra mundial. En el conjunto del hospital se encontraba una gran parte del espacio que fue cultivado y convertido en parques. La construcción del complejo del Hospital militar, en el espacio de aproximadamente 8 hectáreas, fue encomendada al arquitecto Danilo Vladisavljević, que en esa época trabajaba en el Ministerio de defensa. El edificio del hospital representaba el ejemplo del concepto arquitectónico contemporáneo de un hospital tipo  “pabellón“ y la primera composición espacial completa basada en la disposición doble simétrica de los edificios y de la entrada principal ubicada en el principio de la calle de Svetozar Marković. Así ocurrieron también los cambios en el plan regulatorio de Belgrado: se quitó la extensión de las calles Resavska, Svetozara Markovića, Kralja Milutina y Višegradska y se formaron cinco nuevos bloques en el territorio del hospital. La posición del edificio de la Administración del Hospital militar marcó y dio una llamativa silueta al Vračar del oeste. El complejo incluye 12 edificios, y como un conjunto único representa el ejemplo de un logro arquitectónico cumplido desde el punto de vista de su función y de la estética arquitectónica, que ocupa un sitio especial en la historia de la urbanización de Belgrado. Bajo la influencia de la escuela alemana Vladisavljević usó el estilo románico, que en Alemania era característico para este tipo de edificios. Además se nota también un uso reducido de elementos decorativos. En comparación con los edificios similares en el mundo, el Hospital militar fue la expresión del estilo más moderno en el tiempo de su construcción. La funcionalidad del espacio interior cumplió con los requisitos más exigentes del servicio médico de principios del siglo pasado, y hoy en día se siguen respetando las soluciones acertadas y la compatibilidad de la arquitectura con su función. En el tiempo de su construcción este complejo fue reconocido por expertos del país y el extranjero y se consideraba como el hospital más moderno de los Balcanes.

## Relevancia
Todos los edificios, y sobre todo el edificio administrativo del hospital, fueron diseñados de una manera original, de acuerdo con los métodos del neorromanticismo. La importancia histórica de este complejo es múltiple: desde el hecho de ser uno de los representantes de los alcances de su tiempo y de su sociedad, hasta la importancia que tenía en las Guerras balcánicas y en la Primera guerra mundial. Como centro médico, no solo cumplía una función militar, sino también era importante para el desarrollo del cuerpo de la sanidad de Serbia y de Belgrado, el Hospital militar entrenó al mejor equipo y como centro de la educación fue el núcleo en el que se desarrolló la Facultad de Medicina de la Universidad de Belgrado.